# Games for Learning Institute
A Games for Learning Institute (G4LI) é uma instituição pioneira de uma multi disciplinar e multi institucional aliança de pesquisas em games para prover as evidências científicas fundamentais sobre os games como ferramentas de aprendizado em matemática e ciência entre os estudantes do ensino médio. Tem como objetivo o uso da tecnologia como um papel na mudança da forma como os estudantes aprendem e poder dar aos professores novas ferramentas para criar um currículo dinâmico e efetivo.
A Games For Learn Institute está localizada na Universidade de Nova York, nos Estados Unidos. Fundada em 2008 com grande apoio financeiro da Microsoft Research e da Motorola Foundation, o instituto possui 14 game designers, cientistas da computação e pesquisadores educacionais de 9 instituições parceiras, incluindo Columbia, City University of New York, Dartmouth, NYU, NYU-Poly, Parsons, Chile's Pontifica Universidad Catolica, Rochester Institute os Technology e Teacher's College. O seu principal objetivo é pesquisar sobre direcionamentos para levar a uma nova era do uso dos games na educação.
O Instituto conta com a participação de vários pesquisadores na G4LI Advisory (Tutoria) que são referência como pioneiros digitais no mundo, como: Alan Kay, Jaron Lanier, Mitch Resnick e Will Wright.

## Motivação
A educação americana sofre com um problema sério que é a falta de interesse dos jovens em áreas que são consideradas essenciais para a educação no futuro, que são conhecidos com a sigla STEM (Science - ciência; Technology - tecnologia; Engineering - engenharia e Math - matemática). Porém apenas 16% dos estudantes americanos são bons em matemática e interessados em seguir uma carreira em uma destas quatro habilidades.
É prioridade do Governo Obama aumentar o número e a qualidade de professores e alunos nestas áreas. Para isto o mesmo elaborou uma estratégia nacional para reorganizar os programas educacionais das áreas de STEM e aumentar o investimento federal em quatro áreas.

O gerente de pesquisas Senior da Microsoft Research, John Nordlinger, observou que os games tem se tornado um lugar comum como ferramentas educacionais, porém pouco é conhecido sobre como, porque ou mesmo se eles são efetivas ferramentas de auxílio ao aprendizado. Segundo ele, os institutos de pesquisa devem estudar o que torna certos jogos agradáveis e que elementos os tornam efetivos para o aprendizado. Esta pesquisa, ele diz, iria prover "informações importantes para pesquisadores, desenvolvedores de jogos e educadores, para auxiliar uma nova era de utilização de games para propósitos educacionais.
Hoje em dia quase todos os jovens jogam videogames e metade deles joga diariamente. Isto torna os videogames um veículo muito bom para disseminar o aprendizado. Os games não se destacam somente pela popularidade, mas em muitos aspectos eles possuem vantagens sobre os nosso métodos tradicionais de realizar tarefas. Os bons games oferecem sistemas de interação complexos guiados por uma forte narrativa, que provê motivação para testar hipóteses, resolver problemas e desenvolver compreensão experimental. Este tipos de aprendizagem que são oferecidos nos games já são conhecidos dos  educadores há algum tempo, mas não têm sido utilizados nas escolas. Como as crianças jogam videogames tanto dentro das  salas de aula quanto fora delas, observa-se que eles sirvam como uma ponte natural entre o aprendizado formal e o informal. E a G4LI tenta identificar padrões de aprendizado na jogatina das crianças e em sua literatura digital.

## Processo de Desenvolvimento
Os processos de desenvolvimento das atividades da G4LI seguem os seguintes passos:
- Os pesquisadores criam protótipos de jogos baseados nos padrões escolares do Estado de Nova York, que são testados em um número de escolas piloto.
- Os protótipos então são refinados por um grupo interdisciplinar de cientistas, designers e educadores antes de voltar para a escola para um teste e avaliação mais profundos.
- Depois destes protótipos terem sido testados em uma variedade de formatos (online, mobile, consoles), o G4LI entra em contato com uma empresa de games profissional que irá levar o jogo para o mercado.

Esta estrutura de interação entre estudantes, a G4LI e os projetistas provê resultados cientificamente avaliados, a avaliação do usuário e o contínuo feedback que são coletados em cada fase do desenvolvimento do game.
Este modelo é bastante replicável e permitiu que a G4LI obtivesse parcerias ao redor do mundo, em países com a Argentina, Turquia e Itália.

## História
O Games For Learning Institute surgiu com uma proposta de preencher uma lacuna: os videogames são extremamente populares no século 21 porém não fazem parte da cultura educacional. Mesmo hoje a grande parte dos jogos eletrônicos ainda não são voltadas ou possuem segmento direcionado à educação. As habilidades dos estudantes nas áreas consideradas mais científicas, no termo inglês STEM  estão em crise nos Estados Unidos e são uma meta da reforma da educação na administração dos governos tanto de George W. Bush e Barack Obama, com isto se torna mais oportuna a proposta de juntar os games com a educação.
Com este problema a resolver na mente, em 2003, três amigos se reuniram para criar um jogo que pudesse auxiliar as crianças a aprenderem. Foi então que Ken Perlin, Jan Plass e Mary Flalagan se reuniram e criaram o game RAPUNZEL, que ensina garotas de oito a dez anos  programação de computadores. Este jogo foi inovador por ter conseguido juntar três áreas de conhecimento dentro do Game Design e o resultado foi bem sucedido. As três áreas foram:
- Educação
- Ciência da Computação e
- Arte/Design

O resultado foi tão efetivo que em 2008 o recentemente formado G4LI recebeu um prêmio de primeiro colocado da Microsoft Research em uma competição que procurava criar uma aliança de pesquisa multi institucional que tinha por objetivo desenvolver games como ferramentas de aprendizado.

## Expansão
Após esta premiação, o instituto começou a crescer em números de pessoas. Cada vez mais pessoas participavam do instituto, entre professores, pesquisadores e alunos que dedicavam parte de seu tempo para desenvolver e testar games para o aprendizado.
Durante os três anos que se seguiram 2009, 2010 e 2011 os fundos recebidos foram distribuídos entre onze departamentos em nove universidades parceiras que se propunham a pesquisar sobre a ciência que torna os games verdadeiramente educacionais, empregando também pesquisadores, investigadores, estudantes de pós doutorado, entre outros.